# جينز أوتو كراغ

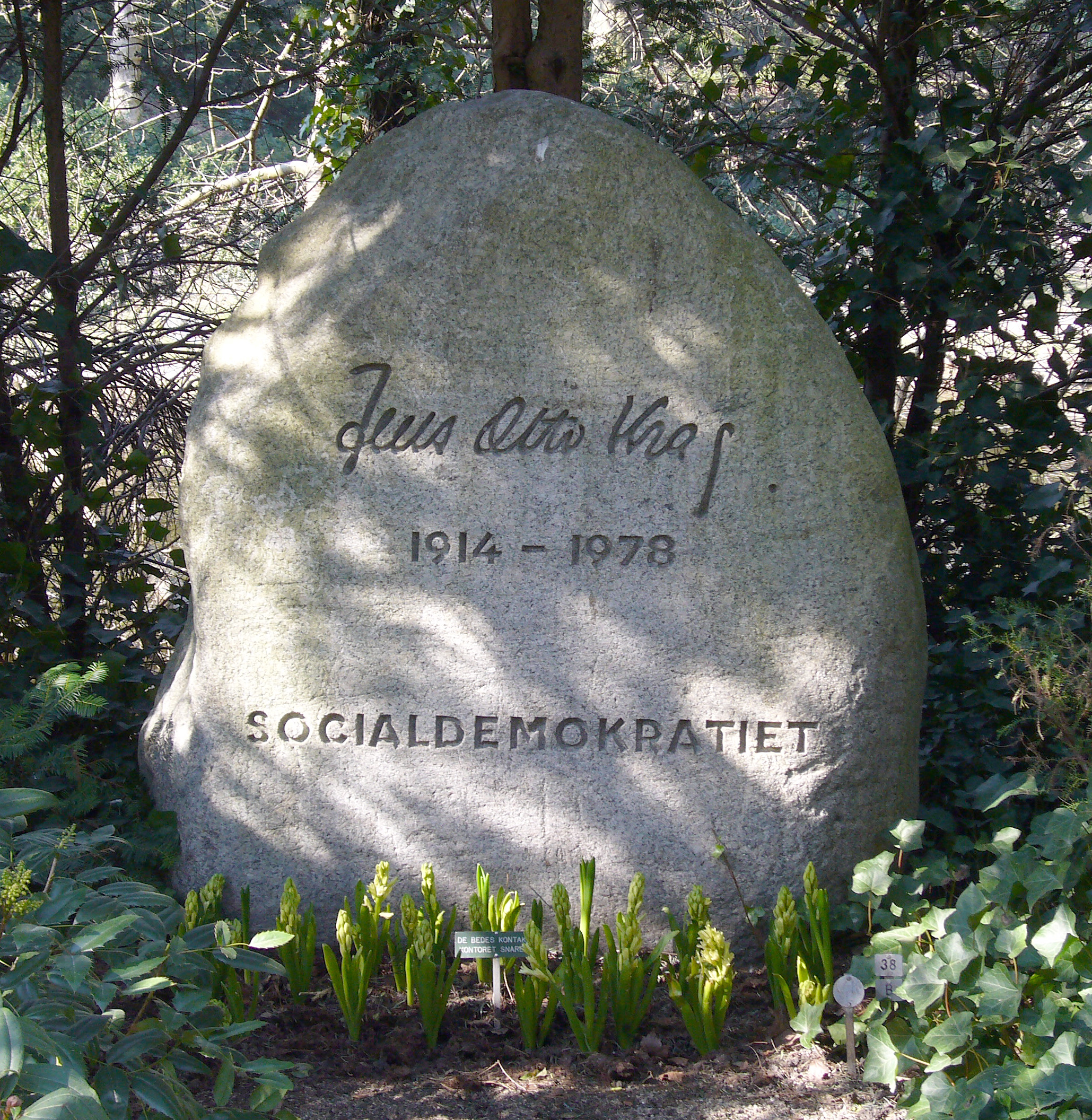
قبر جينز أوتو كراغ في العاصمة الدنماركية كوبنهاغن

جينز أوتو كراغ (بالدنماركية:Jens Otto Krag) هو سياسي دنماركي. كان رئيس وزراء الدنمارك من مواليد 15 أيلول / سبتمبر من سنة 1914 شغل جينز أوتو كراغ منصب وزير التجارة الدنماركي ما بين عامي 1947 إلى عام 1950 ووزير الاقتصاد والعمل من عام 1953 إلى عام 1957 وشغل كذلك منصب وزير خارجية الدنمارك ما بين عام 1958 إلى عام 1962 كان جينز أوتو كراغ رئيسا لوزراء الدنمارك مرتين المرة الأولى كانت ما بين عامي 1962 إلى عام 1968 والمرة الثانية كانت ما بين عامي 1971 إلى عام 1972 كان كراغ زعيما لحزب الديمقراطيين الاشتراكين الدنماركي ما بين عامي 1962 إلى عام 1972 توفي جينز أوتو كراغ في 22 حزيران / يونيو من سنة 1978.

## روابط خارجية
- جينز أوتو كراغ على موقع IMDb (الإنجليزية)
- جينز أوتو كراغ على موقع الموسوعة البريطانية (الإنجليزية)
- جينز أوتو كراغ على موقع مونزينجر (الألمانية)